# Maria Giedz-Grudnicka
Maria Giedz-Grudnicka (ur. 26 listopada 1952 r. w Olsztynie) – dziennikarka, historyk sztuki, konserwator zabytków.

## Życiorys
W 1976 roku ukończyła studia z historii sztuki na Wydziale Teologicznym Akademii Teologii Katolickiej w Warszawie. Dziesięć lat później podniosła swoje kwalifikacje, kończąc Podyplomowe Studium Konserwacji Architektury na Politechnice Warszawskiej. W 2006 roku uzyskała na Uniwersytecie Gdańskim stopień naukowy doktora nauk humanistycznych z zakresu nauki o polityce na podstawie rozprawy doktorskiej pod tytułem „Problem kurdyjski i perspektywy jego rozwiązania”.
Przez kilkanaście lat pracowała jako konserwator zabytków. Zatrudniona była w Przedsiębiorstwie Państwowym Pracownie Konserwacji Zabytków w Warszawie, a następnie w oddziale w Białymstoku. Opracowała ponad 20 tekstów naukowych o charakterze historyczno-urbanistycznym. Prace te obejmowały monografie kościołów, klasztorów i dworów w Polsce wschodniej. W 1987 roku wydała w formie monografii opracowanie „Święta Góra Grabarka”, dotyczące prawosławnego sanktuarium słynące z wielu uzdrowień.
Swoje pierwsze artykuły prasowe publikowała w wydawnictwie prowadzonym przez ojców oblatów pod nazwą „Misyjne Drogi”, gdzie zamieszczała relacje z podróży, między innymi z krajów Azji. Kolejnymi katolickimi periodykami, z którymi współpracowała, były „Królowa Apostołów” i „Mały Apostoł”, czasopisma prowadzone przez pallotynów. W kwartalniku "Wiara i odpowiedzialność" zamieszczała prace o problematyce społecznej. W 1988 roku została zatrudniona w wydawnictwach Chrześcijańskiego Stowarzyszenia Społecznego – „Hejnał Mariacki” i „Tygodnik Polski”. W latach 1989–1991 była członkiem redakcji "Tygodnika Gdańskiego", a następnie podjęła pracę w „Wieczorze Wybrzeża”. W latach 1992–2004 pracowała w redakcji „Dziennika Bałtyckiego”. Pisała do magazynów podróżniczych „Świat i Podróże” oraz „Poznaj Świat”. Związana była z „Gazetą Prawną”, „Dziennikiem Pomorskim”, „Czasem Pomorza”, „Tygodnikiem Solidarność”, „Magazynem Solidarność”.
Jako dziennikarka zajmuje się problematyką społeczno-interwencyjną oraz kulturalną. Pasjonuje się podróżami i związanymi z nią obserwacjami ludzi różnych kultur. Do jej zainteresowań należą także problemy rejonów międzynarodowych konfliktów. Odbyła kilka podróży do północnego Iraku, między innymi w 1991 roku w czasie exodusu Kurdów. W roku 2013 i 2015 zdawała relacje z wydarzeń związanych z rewolucją syryjską i falą uchodźców w regionie Kurdystanu jako korespondentka Radia Wnet. W czasie wojny na Bałkanach relacjonowała wydarzenia z Kosowa i Sarajewa. Uzyskała doświadczenie jako nauczyciel akademicki, prowadząc zajęcia z dziedziny dziennikarstwa w trójmiejskich uczelniach.
W lutym 2018 roku Maria Giedz-Grudnicka została powołana do Zarządu Głównego Stowarzyszenia Dziennikarzy Polskich.
W  2020 roku postanowieniem Prezydenta Rzeczypospolitej Polskiej Andrzeja Dudy otrzymała Srebrny Krzyż Zasługi za zasługi w działalności społecznej i samorządowej.

## Publikacje naukowe

### Książki
- Grabarka – sanktuarium Kościoła Prawosławnego (1987);
- Węzeł kurdyjski (2002)[13];
- Ekonomiczne i polityczne wyzwania we współczesnym ładzie globalnym (2009)[14];
- Kurdystan: bez miejsca na mapie (2010)[15].

### Artykuły naukowe
- Gospodarka Kurdystanu (2008)[16];
- Przemiany społeczne, polityczne i gospodarcze w federacyjnym regionie Kurdystanu Irackiego (2011)[17];
- Kurdowie we współczesnych społecznościach Bliskiego Wschodu (2014)[18];
- Typ przywództwa politycznego w społeczności kurdyjskiej na przykładzie Masuda Barzaniego, prezydenta Regionu Kurdystanu (2014)[19];
- Syryjski konflikt i jego wpływ na sytuację w Europie (2015)[20].